# Osvaldo Ramous
Osvaldo Ramous (Fiume, 11 ottobre 1905 – Fiume, 2 marzo 1981) è stato un poeta e scrittore italiano.
Passò l'intera sua vita nella città di Fiume, che nel corso del XX secolo cambiò più volte nazione di appartenenza.

## Vita
(Osvaldo Ramous)
Ultimo di sei figli, nacque nel rione fiumano di Citavecia ai tempi in cui la città era corpus separatum come Città di Fiume e dintorni all'interno dell'Impero Austroungarico.
I suoi esordi letterari risalgono all'edizione della rivista letteraria fiumana Delta, che uscì dal 1923 al 1925. Dal 1929 iniziò la sua collaborazione col quotidiano La Vedetta d'Italia in qualità di critico teatrale e musicale. Nel 1930 viene assunto come redattore, funzione che conservò fino al 1942, anno in cui venne licenziato dall'allora capo dell'Ente Stampa Carlo Scorza, con la motivazione generica di "riduzione del personale".
Il suo nome aveva iniziato ad acquisire una discreta fama di poeta fin dagli anni trenta, collaborando alle riviste Termini, L'Italia Letteraria, Il Meridiano e La Tribuna di Roma.
Nel 1944 divenne direttore de La Vedetta d'Italia, a pochi mesi dall'occupazione di Fiume da parte dell'esercito jugoslavo.
Deciso a rimanere in città, Ramous fra il 1946 e il 1961 ebbe la direzione del Dramma Italiano, che riuscì a salvare nel 1956 dai propositi di chiusura del governo. In tutto, come regista, mise in scena 46 lavori.
Divenuta in pochi anni (fra il 1945 e il 1955) minoranza nella propria città a causa dell'esodo, la componente italiana di Fiume trovò in Ramous un prolifico animatore culturale, che cercò di mantenere aperto un ponte con l'Italia in un periodo estremamente difficile. Nel 1954 si recò a Milano e con Paolo Grassi - direttore del Piccolo Teatro - concordò una tournée in Jugoslavia della compagnia italiana. Nel 1959 curò l'edizione dell'antologia Poesia jugoslava contemporanea (Rebellato Editore), prima del genere apparsa in Italia. Nel 1964 organizzò il primo incontro fra scrittori italiani e jugoslavi a Cittadella, prodigandosi perché non si affrontassero questioni politiche, onde evitare contrasti fra gli intellettuali dei due paesi.
Collaboratore fisso della RAI e di Radio Capodistria, ha scritto per numerosi giornali italiani, jugoslavi, americani e di altri paesi, producendo più di 400 saggi ed articoli vari. Le sue opere sono state tradotte in nove lingue.
È morto a Fiume nel 1981.

## L'opera letteraria
La prima raccolta di versi di Ramous fu Nel canneto (Rivista Termini, 1938), della quale si occupò la Reale Accademia d'Italia.
Da quell'anno fino al 1953 non pubblicò più nulla: questo lungo e significativo periodo di silenzio è legato al completo stravolgimento del panorama storico e politico in Europa, dalle Leggi razziali fasciste alla seconda guerra mondiale, fino al passaggio di Fiume dall'Italia alla Jugoslavia,  che causò la radicale modificazione degli equilibri etnici nella sua città natale.
Nel 1953 - per i tipi dell'EDIT (la casa editrice della minoranza italiana in Jugoslavia) - Ramous pubblicò la sua seconda silloge dal titolo Vento nello stagno. In successione sono poi apparse Pianto vegetale (1960), Il vino nella notte (1964), Risveglio di Medea (1967), Realtà dell'assurdo (1973), Pietà delle cose (1977) e, postuma, Viaggio quotidiano (1982).
Ramous si è cimentato anche nella narrativa, un eccheggiamento del neorealismo, pubblicando numerose novelle e due romanzi: I gabbiani sul tetto (1964) e Serenata alla morte (1965). Solo nel 2007 venne pubblicato Il cavallo di cartapesta, un romanzo autobiografico composto nel 1967 ma modificato più e più volte fino agli ultimi giorni di vita.
Molto feconda fu pure la sua opera di traduzione dallo spagnolo, dal francese e dalle lingue dei popoli jugoslavi.
Fra le tematiche preferite da Ramous, un posto importante l'ha avuto l'amara riflessione sui destini della sua terra:
(Il suolo che io calco, in Pianto vegetale, 1960)
(Sul colle, in Pianto vegetale, 1960)
Questo tema negli anni diventa in Ramous sempre più complesso, e nell'ultima sua produzione - dominata da argomenti metafisici in un contesto neoermetico - trova spazio per colorare la propria angoscia nel verso giusto. Nascono così poesie come Città mia e non mia e Alghe e licheni (entrambe in Pietà delle cose, 1977), che affrontando il motivo dell'esodo ripropongono il complesso rapporto con la città natale.

## Opere principali
Raccolte poetiche
- Nel canneto, 1938
- Vento sullo stagno, 1953
- Pianto vegetale, 1960
- Il vino della notte, 1964
- Risveglio di Medea, 1967
- Realtà dell'assurdo, 1973
- Pietà delle cose, 1977
- Viaggio quotidiano, 1982

Romanzi
- I gabbiani sul tetto, 1964
- Serenata alla morte, 1965
- Il cavallo di cartapesta, 2007

Drammi e commedie teatrali
- Un duello, 1935
- Edizione straordinaria, 1951
- Lotta con l'ombra, 1959
- La mia ocarina, 1961
- Il farmaco portentoso, 1963
- Con un piede nell'acqua, 1969
- Un cuore quasi umano, 1970
- Guido, i' vorrei che tu, Lapo ed io..., 1972
- Un attimo solo, 1974
- Le pecore e il mostro, 1976
- Viaggio senza meta, 1976
- Sull'onda degli echi, 1977